# Julio Jiménez
Julio Jiménez Muñoz , född den 28 oktober 1934 i Ávila, död den 8 juni 2022 på samma plats, var en spansk landsvägscyklist som var professionell från 1959 till 1969. Han var en mycket god klättrare och vann bergspristävlingen tre gånger i vardera Tour de France och Vuelta a España. Sammanlagt vann han 12 etapper i Grand Tours.

## Meriter
| 1960 Vinnare av etapp 5 i Volta a Catalunya 1961 Vinnare av etapp 1 (ITT) i Eibarko Bizikleta Vinnare av etapperna 6, 8, 9 och 11 i Vuelta a Colombia 2:a i bergspristävlingen i Vuelta a España 5:a i Campeonato Vasco Navarro de Montaña 5:a i GP Ayutamiento de Bilbao 1962 Vinnare av etapp 4 i Critérium du Dauphiné libéré Vinnare av etapp 5 i Volta a Catalunya Vinnare av Subida a Urkiola Spansk mästare i bergslopp 2:a i Subida a Arrate 3:a i bergspristävlingen i Vuelta a España 1963 Vinnare av bergspristävlingen i Vuelta a España 2:a vid Spanska mästerskapen i bergslopp 8:a i linjelopp vid Spanska mästerskapen 1964 Spansk mästare i linjelopp Vinnare av Subida a Urkiola 2:a totalt i Eibarko Bizikleta Vinnare av etapp 4 (ITT) 2:a i Barcelona–Andorra 5:a totalt i Vuelta a España Vinnare av bergspristävlingen Vinnare av etapperna 5 och 14 6:a i Subida a Arrate 7:a totalt i Tour de France Vinnare av etapperna 13 och 20 Tvåa i bergspristävlingen | 1965 Vinnare av bergspristävlingen i Tour de France Vinnare av etapperna 9 och 17 Vinnare av bergspristävlingen i Vuelta a España Vinnare av etapp 10b Spansk mästare i bergslopp Vinnare av Subida a Urkiola Vinnare totalt av Subida a Arrate Vinnare av etapp 2 (ITT) 2:a i Escalada a Montjuïc 1966 Vinnare av bergspristävlingen i Tour de France Vinnare av etapp 16 2:a i Subida al Naranco 2:a i Circuit d'Auvergne 4:a totalt i Giro d'Italia Vinnare av etapperna 2 och 15 2:a i bergspristävlingen 1967 Vinnare av Polymultipliée Vinnare av etapp 3 i Tour de Luxembourg 2:a totalt i Tour de France Vinnare av bergspristävlingen 3:a i À travers Lausanne 3:a i Barcelona–Andorra 1968 2:a totalt i Vuelta a Mallorca Vinnare av etapp 4a 2:a i Polymultipliée 3:a i bergspristävlingen i Tour de France 10:a totalt i Giro d'Italia Vinnare av etapperna 9 och 18 2:a i bergspristävlingen |